# We're Not Dressing
Pour plus de détails, voir Fiche technique et Distribution.
We're Not Dressing est un film américain réalisé par Norman Taurog, sorti en 1934.

## Synopsis
La mondaine gâtée Doris Worthington navigue sur le Pacifique avec son amie Edith et son oncle Hubert, tout en étant courtisée par le prince Michael et le prince Alexander. Alors qu'elle s'ennuie, elle trouve du divertissement en faisant des joutes verbales avec l'un des marins, Stephen Jones. Au cours d'une de leurs batailles, Doris gifle Stephen, qui riposte en l'embrassant et se fait virer. Dans un accident ivre, l'oncle Hubert dirige le yacht sur un récif dans le brouillard. Stephen sauve Doris inconsciente alors que les autres fuient le navire chaviré, et tout le monde se rend sur l'île tropicale bien que les princes revendiquent le sauvetage de Doris. Malheureusement, la seule personne ayant des compétences de survie est Stephen, et les mondains ne tardent pas à exiger qu'il rassemble de la nourriture et construise un abri. Stephen tente de se répartir le travail mais les passagers hautains snobent son leadership alors il se débrouille tout seul. Les odeurs de moules et de noix de coco du dîner de Stephen incitent bientôt les passagers affamés à rassembler leur propre nourriture; tous sauf Doris, qui trompe Stephen pour obtenir sa nourriture et se fait gifler à son tour. Le groupe est obligé de coopérer, même si Doris reste indignée et furieuse.
Doris découvre qu'il y a d'autres personnes sur l'île lorsqu'elle est la proie d'un piège à lions dans la jungle : la loufoque Gracie (Allen) et son mari scientifique George (Burns) vivent de l'autre côté de l'île pas si déserte. Elle refuse leur offre de rester en faveur de se venger de Stephen. Doris s'arrange pour que des outils et des vêtements flottent devant Stephen, qui est ravi de sa « découverte » et construit rapidement une maison. Le couple avoue son amour ce soir-là mais se sent mal assorti.
Deux canots de secours arrivent. Dans le brouhaha, Stephen découvre que les vêtements et les outils viennent de Doris et est en colère d'être la cible de la blague. Stephen prend un autre bateau que Doris. Alors que Doris regarde les princes reprendre leurs habitudes de coureur de jupons à bord du navire, elle se rend compte que Stephen lui manque. Elle change de navire pour le rejoindre, pour le meilleur ou pour le pire

## Fiche technique
- Titre original : We're Not Dressing
- Réalisation : Norman Taurog
- Scénario : Horace Jackson, Francis Martin, George Marion Jr., d'après une histoire de Walton Hall Smith, Benjamin Glazer et la pièce The Admirable Chrichton de J.M. Barrie (non crédité)
- Production : Emanuel Cohen producteur exécutif et Benjamin Glazer producteur associé (non crédités)
- Société de production : Paramount Pictures
- Musique : Howard Jackson (non crédité)
- Chorégraphe : LeRoy Prinz
- Photographie : Charles Lang
- Montage : Stuart Heisler (non crédité)
- Direction artistique : Hans Dreier et Ernst Fegté (non crédités)
- Pays de production : États-Unis
- Langue : anglais
- Distribution : Paramount Pictures
- Format : Noir et blanc - Son : Mono (Western Electric Noiseless Recording)
- Genre : Comédie musicale
- Durée : 74 minutes
- Dates de sortie : 
  - États-Unis : 25 avril 1934 New York
  - États-Unis : 27 avril 1934

## Distribution
- Bing Crosby : Stephen Jones
- Carole Lombard : Doris Worthington
- George Burns : George Martin
- Gracie Allen : Gracie Martin
- Ethel Merman : Edith
- Leon Errol : Oncle Hubert
- Ray Milland : Prince Michael Stofani
- Jay Henry : Prince Alexander Stofani